# Emissionsspektrum
Et emissionsspektrum består af linjer ved bølgelængder, der svarer til atomare overgange fra et højere til et lavere energiniveau. Et emissionsspektrum kaldes også for et linjespektrum.